# Lijst van nummer 1-hits in Wallonië in 2004
Deze hits stonden in 2004 op nummer 1 in de Waalse Ultratop 40, de bekendste hitlijst in Wallonië.
| Datum        | Artiest                      | Titel                              |
| ------------ | ---------------------------- | ---------------------------------- |
| 3 januari    | Tragédie                     | Hey oh                             |
| 10 januari   | Star Academy 3               | L'orange / Wot                     |
| 17 januari   | Star Academy 3               | L'orange / Wot                     |
| 24 januari   | The Black Eyed Peas          | Shut up                            |
| 31 januari   | The Black Eyed Peas          | Shut up                            |
| 7 februari   | The Black Eyed Peas          | Shut up                            |
| 14 februari  | Kareen Antonn & Bonnie Tyler | Si demain... (Turn around)         |
| 21 februari  | Kareen Antonn & Bonnie Tyler | Si demain... (Turn around)         |
| 28 februari  | Kareen Antonn & Bonnie Tyler | Si demain... (Turn around)         |
| 6 maart      | Kareen Antonn & Bonnie Tyler | Si demain... (Turn around)         |
| 13 maart     | Kareen Antonn & Bonnie Tyler | Si demain... (Turn around)         |
| 20 maart     | Kareen Antonn & Bonnie Tyler | Si demain... (Turn around)         |
| 27 maart     | Kareen Antonn & Bonnie Tyler | Si demain... (Turn around)         |
| 3 april      | Kareen Antonn & Bonnie Tyler | Si demain... (Turn around)         |
| 10 april     | Usher & Lil Jon & Ludracris  | Yeah                               |
| 17 april     | Usher & Lil Jon & Ludracris  | Yeah                               |
| 24 april     | Usher & Lil Jon & Ludracris  | Yeah                               |
| 1 mei        | Usher & Lil Jon & Ludracris  | Yeah                               |
| 8 mei        | Usher & Lil Jon & Ludracris  | Yeah                               |
| 15 mei       | O-Zone                       | Dragostea din teï                  |
| 22 mei       | O-Zone                       | Dragostea din teï                  |
| 29 mei       | O-Zone                       | Dragostea din teï                  |
| 5 juni       | O-Zone                       | Dragostea din teï                  |
| 12 juni      | O-Zone                       | Dragostea din teï                  |
| 19 juni      | O-Zone                       | Dragostea din teï                  |
| 26 juni      | O-Zone                       | Dragostea din teï                  |
| 3 juli       | O-Zone                       | Dragostea din teï                  |
| 10 juli      | O-Zone                       | Dragostea din teï                  |
| 17 juli      | O-Zone                       | Dragostea din teï                  |
| 24 juli      | O-Zone                       | Dragostea din teï                  |
| 31 juli      | K-Maro                       | Femme like U (Donne-moi ton corps) |
| 7 augustus   | K-Maro                       | Femme like U (Donne-moi ton corps) |
| 14 augustus  | K-Maro                       | Femme like U (Donne-moi ton corps) |
| 21 augustus  | K-Maro                       | Femme like U (Donne-moi ton corps) |
| 28 augustus  | K-Maro                       | Femme like U (Donne-moi ton corps) |
| 4 september  | K-Maro                       | Femme like U (Donne-moi ton corps) |
| 11 september | K-Maro                       | Femme like U (Donne-moi ton corps) |
| 18 september | K-Maro                       | Femme like U (Donne-moi ton corps) |
| 25 september | K-Maro                       | Femme like U (Donne-moi ton corps) |
| 2 oktober    | K-Maro                       | Femme like U (Donne-moi ton corps) |
| 9 oktober    | K-Maro                       | Femme like U (Donne-moi ton corps) |
| 16 oktober   | Star Academy 4               | Laissez-moi danser                 |
| 23 oktober   | Star Academy 4               | Laissez-moi danser                 |
| 30 oktober   | Star Academy 4               | Laissez-moi danser                 |
| 6 november   | Star Academy 4               | Laissez-moi danser                 |
| 13 november  | Star Academy 4               | Laissez-moi danser                 |
| 20 november  | Star Academy 4               | Laissez-moi danser                 |
| 27 november  | Tragédie                     | Gentleman                          |
| 4 december   | Tragédie                     | Gentleman                          |
| 11 december  | Tragédie                     | Gentleman                          |
| 18 december  | Garou & Michel Sardou        | La rivière de notre enfance        |
| 25 december  | Garou & Michel Sardou        | La rivière de notre enfance        |